# أفضل التواريخ (كتاب)
أفضل التواريخ هو سجل فارسي في القرن السابع عشر حول تاريخ إيران الصفوية. وقد كتبها فاضلي إصفهاني خوزاني [الإنجليزية] (تُوفي بعد 1639) ، الذي كان ينتمي إلى عائلة مهمة ذات تاريخ طويل من الخدمة الإدارية تحت الصفويين. تُرك العمل غير مكتمل، لأنه لم يكن راضًا عنه.